# Happiness (Orson)
Happiness is een nummer van de Amerikaanse rockband Orson uit 2006. Het is de derde single van hun debuutalbum Bright Idea.
"Happiness" is, zoals de titel al doet vermoeden, een vrolijk en optimistisch nummer. De tekst beschrijft hoe de ik-figuur niets dan geluk voelt wanneer hij bij zijn geliefde is. Het nummer werd enkel een hit in het Verenigd Koninkrijk, waar het een bescheiden 27e positie behaalde.